# Raymond Mays
Thomas Raymond Mays, född den 1 augusti 1899 i Bourne, Lincolnshire, England, död den 6 januari 1980 i Bourne, var en brittisk racerförare.
Mays började sin karriär med backtävlingar efter första världskriget och gick sedan vidare till Grand Prix racing. 1933 var han med och startade ERA och var även stallets främste förare. Bästa säsongen var 1937, då Mays dominerade voiturette-klassen med sin ERA C-Type.
Efter andra världskriget återupptog Mays förarkarriären och blev brittisk mästare i backe 1947 och 1948. Mays engagemang i BRM tog upp alltmer av hans tid och han körde sin sista tävling 1949. Mays fortsatte att driva BRM-stallet fram till början av sextiotalet.